# Chainmail

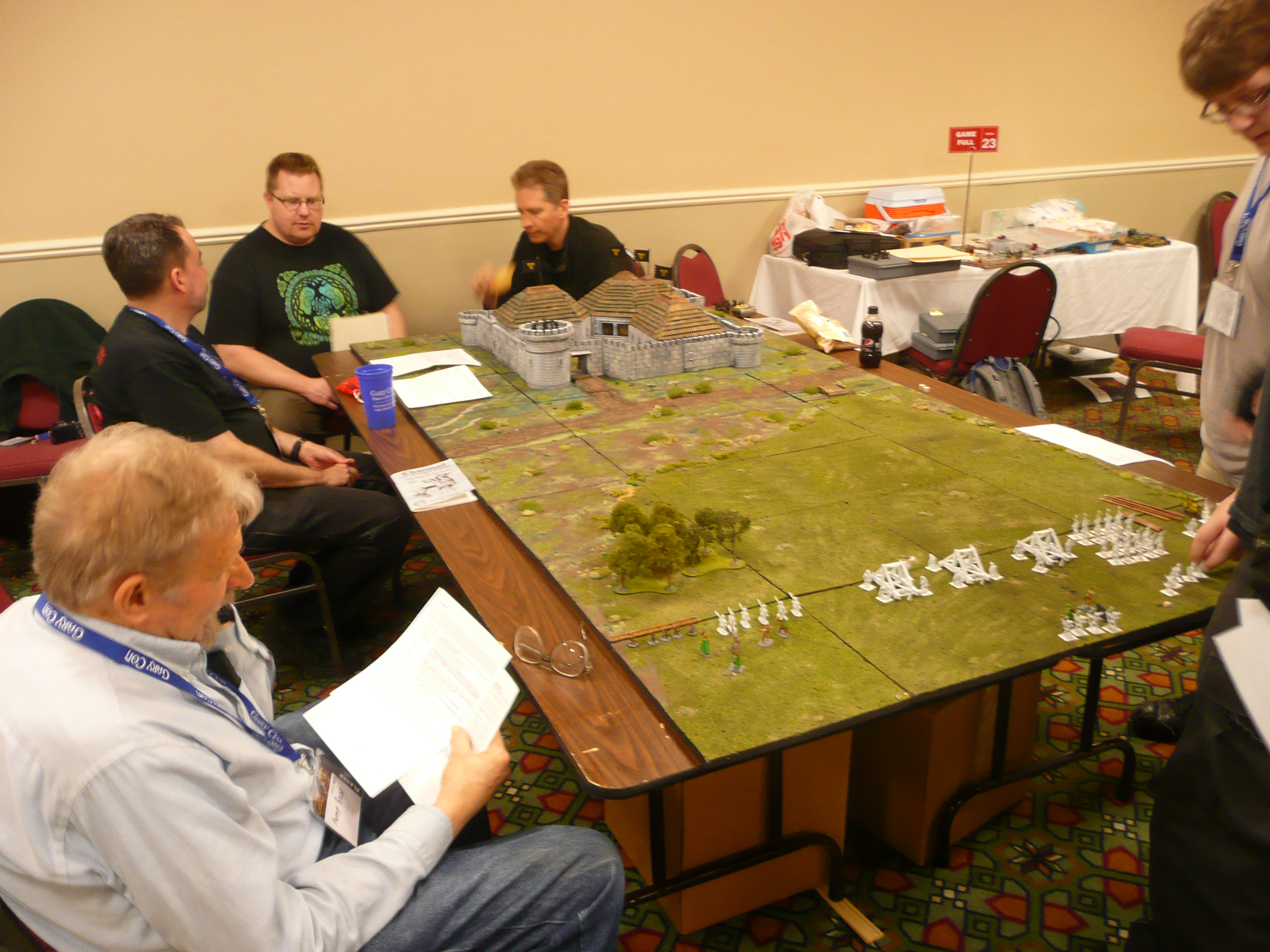
Partida de Chainmail en la Gary Con IV, 2012.

Chainmail (término inglés que significa «cota de malla») es un wargame (o «juego de guerra») ambientado en la Edad Media y creado por Jeff Perren y Gary Gygax. La primera edición, de 1971, incluyó un suplemento de fantasía y es uno de los más antiguos reglamentos para wargames de fantasía con miniaturas, conteniendo hechizos y monstruos que más adelante, en 1974, reaparecerían en Dungeons & Dragons, primer juego de rol de la historia en ser comercializado.
- Datos: Q1059132